# Stanford in the Vale
Stanford in the Vale è un villaggio e parrocchia civile dell'Inghilterra, appartenente alla contea dell'Oxfordshire.